# Nevis
Nevis is een eiland behorend tot de Kleine Antillen in de Caribische Zee. Staatkundig is het een deelstaat van Saint Kitts en Nevis. Het eiland bevindt zich op drie kilometer van Saint Kitts, de andere deelstaat van de federatie Saint Kitts en Nevis. De hoofdstad van Nevis is Charlestown. In 2017 werd het aantal inwoners van het eiland geschat op 12.646.

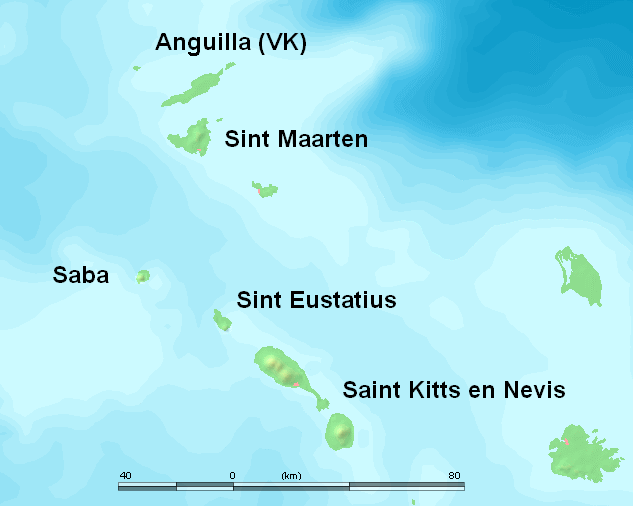
Nevis en de nabijgelegen eilanden

## Geschiedenis

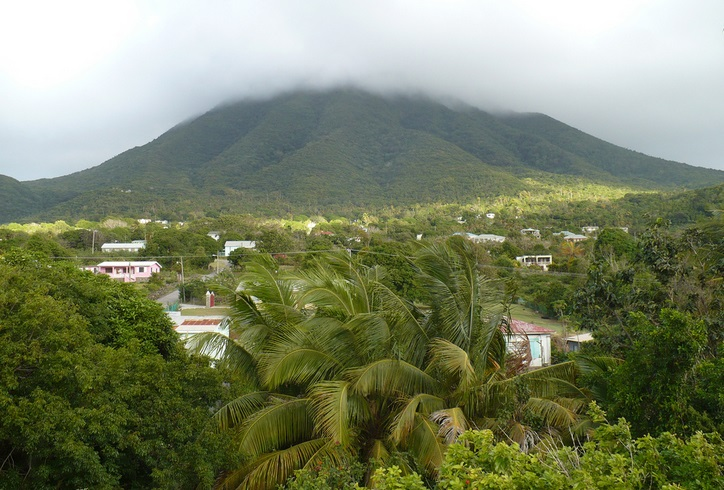
Gingerland met Nevis Peak op de achtergrond

Het tropische eiland draagt de naam van "Onze Lieve Vrouw van de Sneeuw" (Spaans: Nuestra Señora de las Nieves); een naam die Christoffel Columbus in 1493 aan Nevis gaf, omdat hij meende sneeuw te zien op de top van de hoogste berg van het eiland, die later Mount Nevis genoemd zou worden. Nevis werd oorspronkelijk bewoond door de Kalinago die het eiland Oualie noemden.
In maart of april 1607 werd Nevis bezocht door een groep kolonisten onder leiding van John Smith. Aan het strand bij Charlestown werden twee muiters opgehangen, en de baai heet sindsdien Gallows Bay (galgenbaai). Na zes dagen op Nevis vertrokken de kolonisten en stichtten Jamestown als eerste nederzetting in Amerika.
Nevis was eigendom van Spanje, maar werd niet gekoloniseerd. In 1628 vestigde de Brit Anthony Hilton zich op het eiland om zijn vijanden te ontlopen. In 1670 werd Nevis aan het Verenigd Koninkrijk toegekend tijdens het Verdrag van Madrid. Hilton werd benoemd als eerste gouverneur. De hoofdstad van Nevis was Jamestown, maar de plaats werd in 1690 verwoest door een aardbeving gevolgd door een tsunami, en Charlestown werd de nieuwe hoofdstad.
In 1882 werd het verenigd met Saint Kitts en Anguilla als Saint Christopher, Nevis en Anguilla. In 1967 scheidde Anguilla zich af van de kolonie. In 1983 werd Nevis met Saint Kitts een onafhankelijk land als Saint Kitts en Nevis. Een referendum in 1998 leverde niet de benodigde tweederdemeerderheid op om Nevis van Saint Kitts af te laten scheiden (2427 voor en 1498 tegen).

## Geografie
Nevis is een onderdeel van de Saint Kitts Bank dat bestaat uit Sint Eustatius, Saint Kitts en Nevis. Tijdens het Laatste Glaciale Maximum vormden ze één eiland. De eilanden worden gescheiden door ondiepe zee met een maximale diepte van 180 m. Het eiland is cirkelvormig met de vulkaan Nevis Peak in het centrum, en is omringd door koraalriffen. De vulkaan heeft een hoogte van 985 meter.

## Demografie
De meeste inwoners stammen af van Afrikanen die als slaaf naar het eiland zijn vervoerd. Daarnaast is er een groep van kolonisten, voornamelijk uit het Verenigd Koninkrijk. Van de oorspronkelijke bevolking (de Cariben) zijn er nauwelijks meer afstammelingen. De alfabetiseringsgraad op het eiland is ca. 98%. De officiële taal is het Engels.

## Bestuurlijke indeling

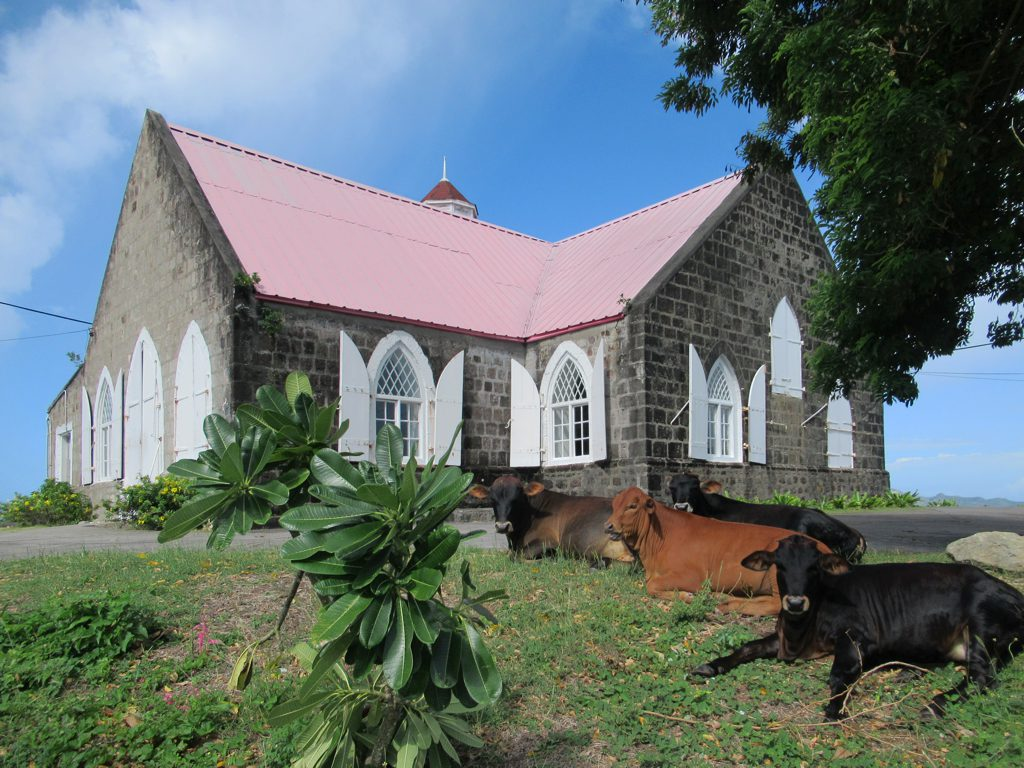
Anglicaanse kerk van Saint Thomas Lowland

Het eiland is bestuurlijk verdeeld in vijf parishes, die een administrative en statistische functie hebben, maar geen lokale overheid zijn. Dit zijn:
- Saint George Gingerland;
- Saint James Windward;
- Saint John Figtree;
- Saint Paul Charlestown;
- Saint Thomas Lowland.

## Transport
Op het eiland Nevis bevindt zich Vance W. Amory International Airport met vluchten naar de Caraïbische eilanden. Er vertrekken veerboten van Charlestown naar Basseterre, en een autoveer van Sea Bridge naar het Zuidoostelijk Schiereiland van Saint Kitts. Het belangrijkste internationale vliegveld is Robert L. Bradshaw International Airport op Saint Kitts.

## Geboren
- Alexander Hamilton (1755 of 1757-1804), politicus, militair, de eerste minister van Financiën van de Verenigde Staten. Op Nevis bevindt zich het Alexander Hamilton Museum.
- Eulalie Spence (1894-1981), auteur en toneelschrijver
- Elquemedo Willett (1953), West-Indische Cricketspeler.

## Galerij

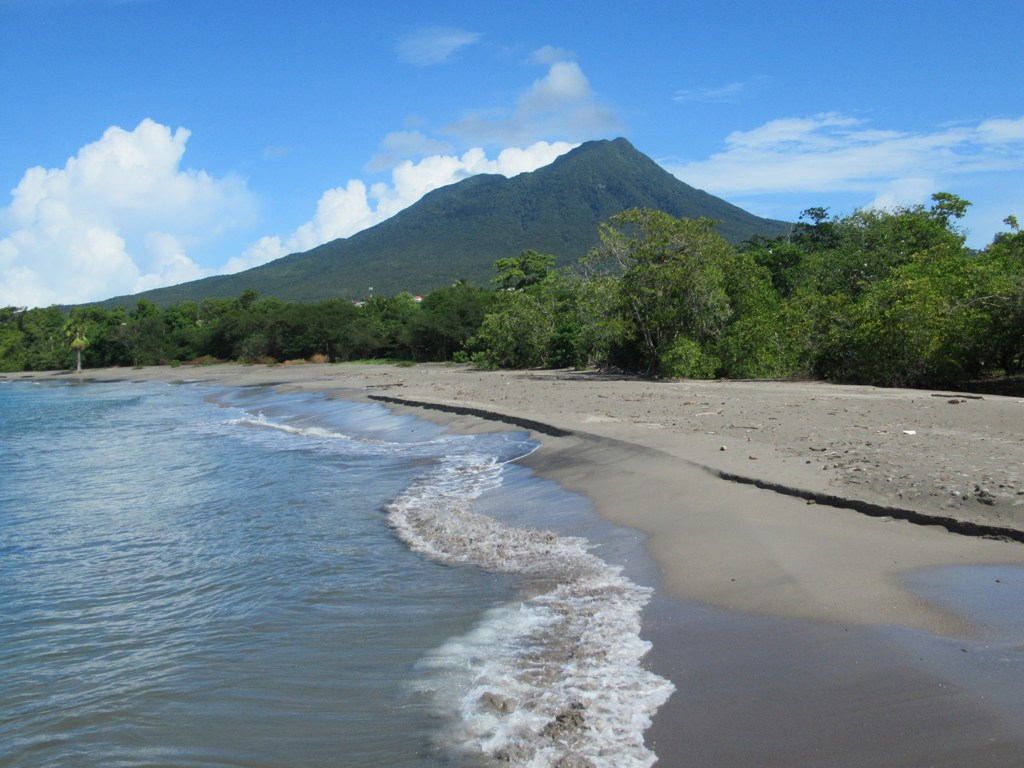
Gallows Bay
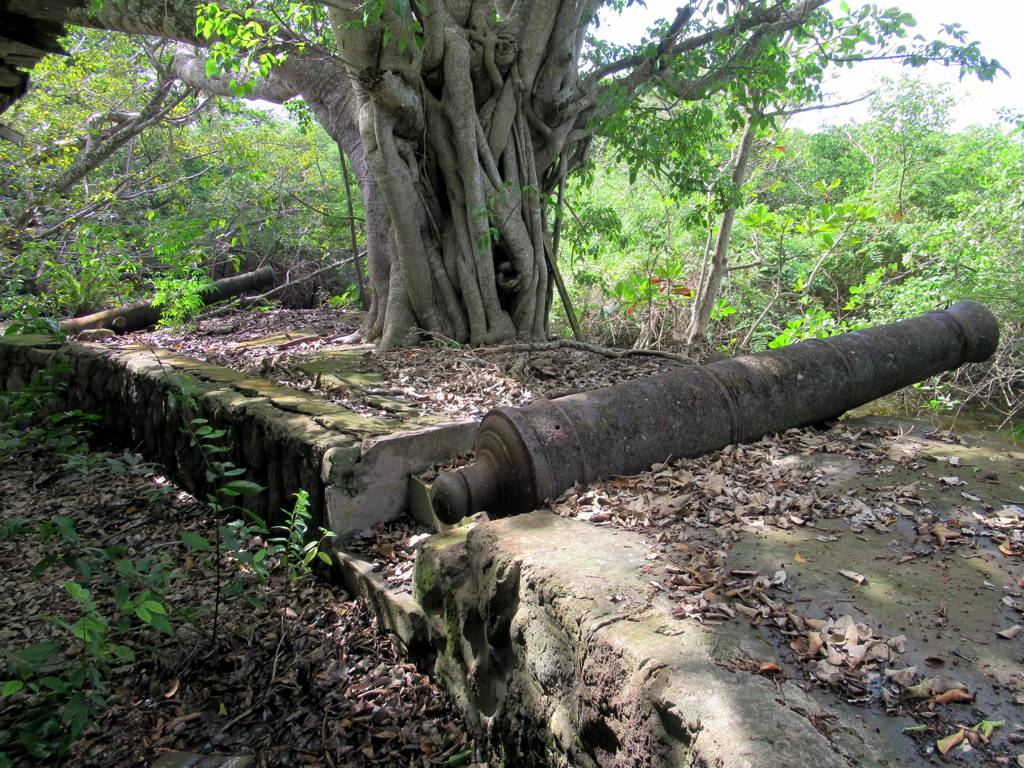
De ruïne van Fort Ashby
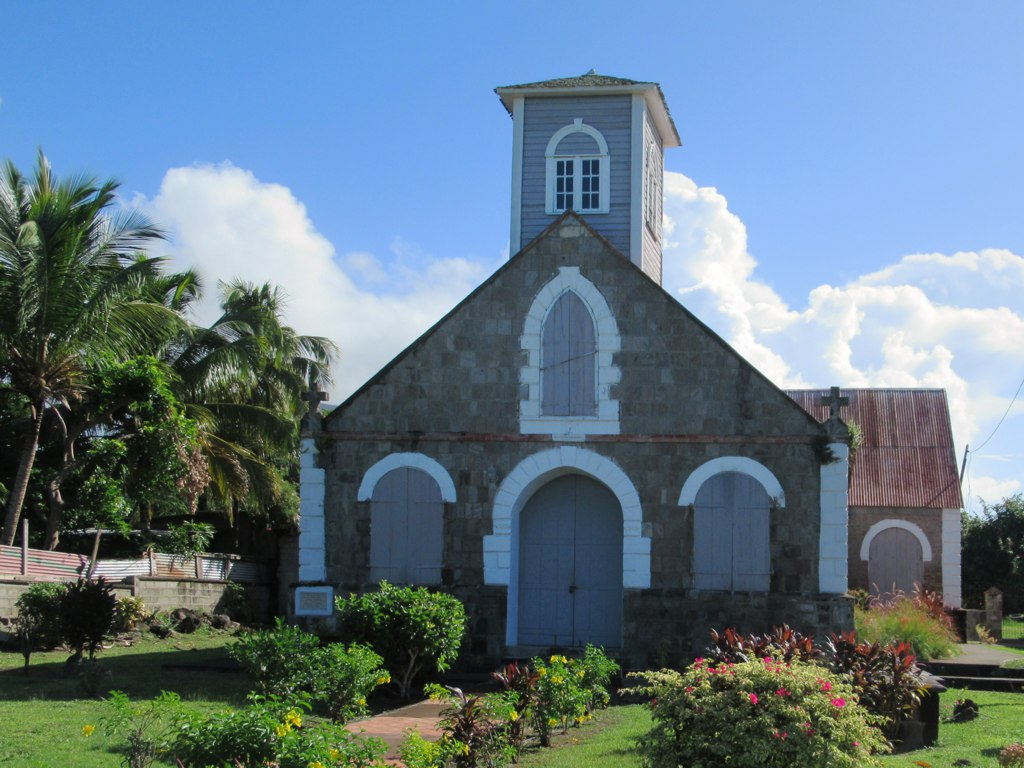
St. Paul's Anglicaanse kerk
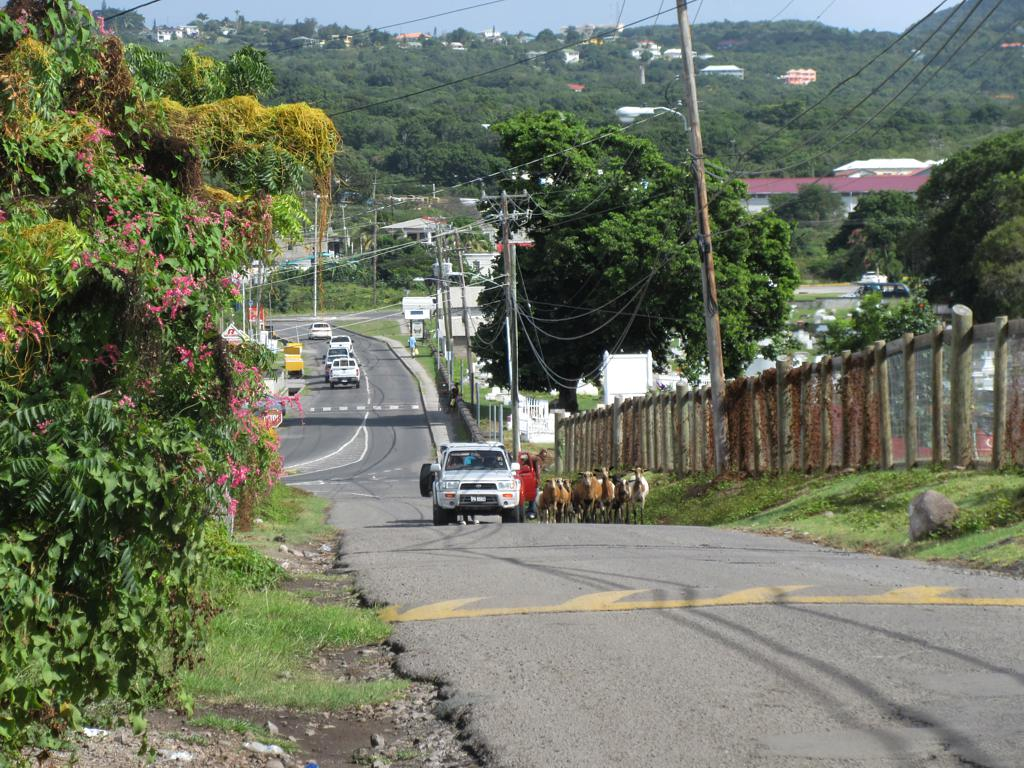
Geiten op de weg

- Biblioteca Nacional de España: XX6062462
- Gemeinsame Normdatei: 4207241-4
- Library of Congress Control Number: n79145320
- MusicBrainz: 1c209303-f95f-436d-861a-c1fc7d1666ff
- Nationale Bibliotheek van Israël: 987007557259005171
- Réseau des bibliothèques de Suisse occidentale: 02-A022786117
- Système universitaire de documentation: 027864839
- Virtual International Authority File: 137198947